# Halmopota kozlovi
Halmopota kozlovi är en tvåvingeart som beskrevs av Becker 1907. Halmopota kozlovi ingår i släktet Halmopota och familjen vattenflugor. Inga underarter finns listade i Catalogue of Life.